# Kuku-yalanji
Kuku-yalanji är ett australiskt språk som talades av 323 personer år 2016 med ett ökande antal talare. Trots detta anses språket vara hotat. Kuku-yalanji talas i Queensland. Kuku-yalanji tillhör de pama-nyunganska språken..
Språket skrivs med latinska alfabetet.

## Fonologi

### Konsonanter
|             | Bilabial | Alveolar | Retroflex | Palatal | Dorso-velar |
| ----------- | -------- | -------- | --------- | ------- | ----------- |
| Klusil      | p \| b   | t \| d   |           | c \| ɟ  | k \| g      |
| Nasal       | m        | n        |           | ɲ       | ŋ           |
| Lateral     |          | l        |           |         |             |
| Tremulant   |          | r        | ɻ         |         |             |
| Approximant |          | w        |           |         | j           |

Källa till tabellen.

### Vokaler
|        | Främre | Bakre |
| ------ | ------ | ----- |
| Sluten | i      | u     |
| Öppen  | a      |       |

Källa till tabellen